# Svatyně Paraw Bibi
Svatyně Paraw-Bibi je jedno z nejdůležitějších a nejnavštěvovanějších poutních míst v Turkmenistánu a je věnována legendě o krasavici Paraw Bibi.

## Poloha
Svatyně se nachází poblíž města Serdar v provincii Balkan welaýaty poblíž železnice a silnice mezi turkmenským hlavním městem Ašchabad a hlavním městem provincie Balkanabat. Malá vesnice v bezprostřední blízkosti poutního místa se též jmenuje Paraw, též je pojmenovaná po hrdince Paraw Bibi, která zde velice ctěna.

## Legenda
Podle pověsti byla Paraw Bibi mimořádně krásná žena, které krásu ostatní ženy záviděly. Když bylo místo, kde Bibi žila, napadeno nepřáteli, žárlivá žena nabídla útočníkům dohodu: pokud nenapadnou město a půjdou dál, dostanou Paraw Bibi. Paraw Bibi se o tomto spiknutí dozvěděla a proměnila závistivou ženu v černý kámen. Poté šla do okolních hor a pohlédla dolů na nepřátele a své rodné město. Uvědomila si, že nepřátelé se chystají zaútočit na její město. Aby Bibi nepadla do rukou blížících se nepřátel, nařídila hoře, aby se otevřela. Otevřela se mezera a Bibi zmizela v hoře a zachránila se před útočníky. Po tomto zázraku byla na místě, o kterém se traduje, že Bibi zmizela, postavena svatyně. V této oblasti bylo nalezeno mnoho kamenů, které jsou spojeny s legendou, včetně zkamenělého melounu, který Bibi snědla krátce před svým útěkem.

## Pouť
Svatyně se nachází na několik set metrů vyvýšeném místě, o kterém se traduje, že zde Bibi zmizela ve skále. Svatyně je velmi malá, bílá budova, postavená v typické místní architektuře. Vchod do statyně je ívánem a hlavní místnost je zakrytá kupolí. Budova je ze tří stran obklopena skalními stěnami, ze čtvrté strany je přístupná z bílého schodiště. Ve svatyni jsou četné kameny, kterých se Bibi během svého útěku dotkla nebo je viděla, a proto se říká, že z nich vyzařuje zvláštní síla. Poutníci je berou do ruky a snaží se je vyrovnat mezi  palcem a ukazovákem. Pokud se jim to podaří, člověk je - v závislosti na výkladu - prostý od hříchů či se mu splní přání. Pod svatyní je jednoduchá poutní ubytovna s krytým nádvořím pro stolování a setkávání. 

## Význam
Každý den navštíví svatyni Paraw Bibi několik stovek poutníků, což z ní činí jedno z nejdůležitějších poutních míst v Turkmenistánu. Dokonce i v sovětských časech navštěvovali svatyni četní poutníci. Dnes jsou mezi návštěvníky hlavně ženy, které ve svatyni žádají o plodnost.